# Rosa Vermelha de Paita

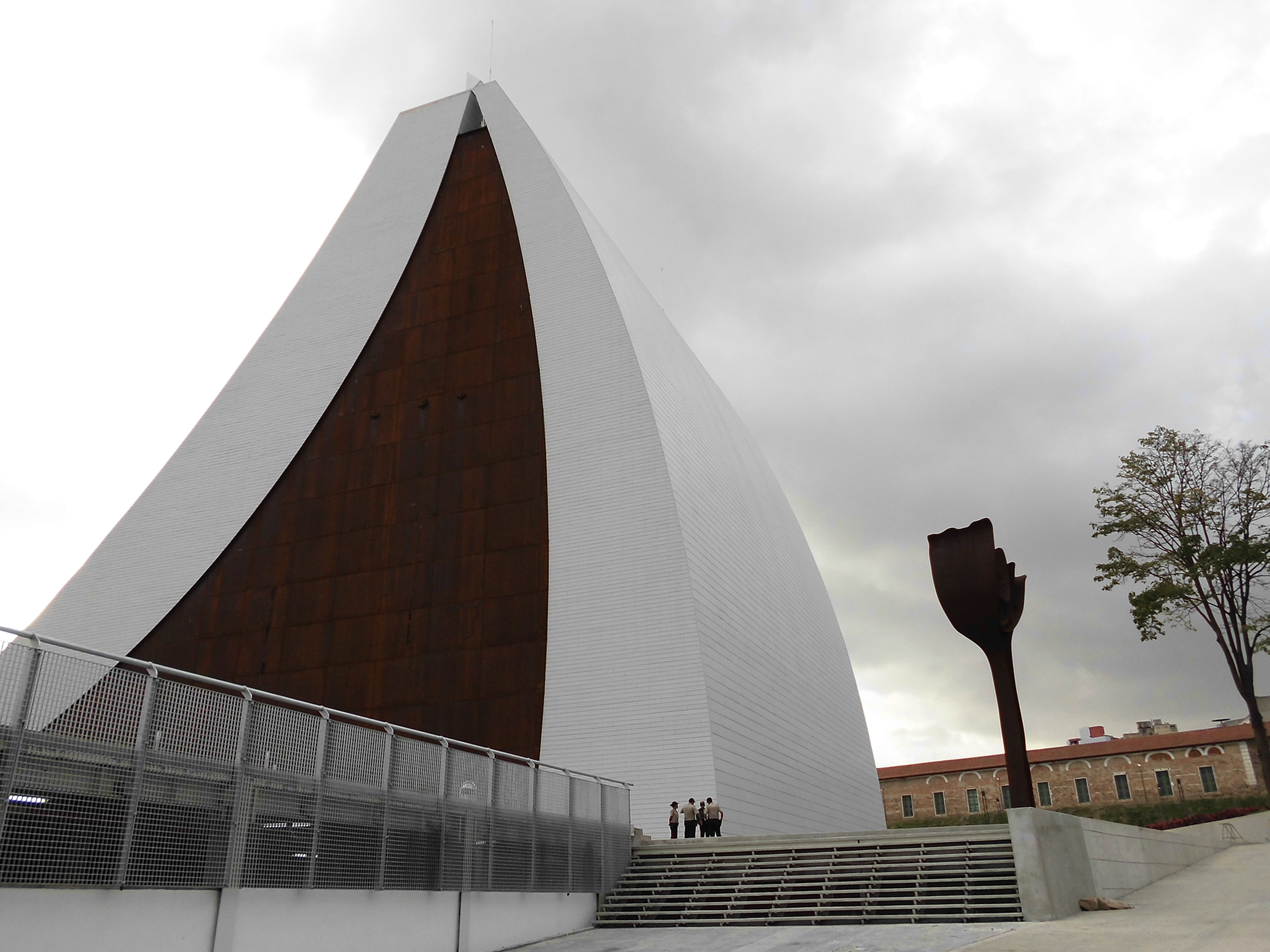
A flor se encontra junto ao Mausoléu de Libertador.

A  Rosa Vermelha de Paita  (em castelhano:  Rosa Roja de Paita) também chamada Flor de Manuela Sáenz é o nome que recebe a escultura de aço que alcança os 14 metros de altura,  localizada ao lado do Mausoléu do Libertador Simón Bolívar e do Panteão Nacional em Caracas, Venezuela.
Foi concluída em 2012 e inaugurada formalmente no ano seguinte como parte das obras dedicadas à memória de Manuela Sáenz. Trata-se de uma criação do arquiteto Doménico Silvestro, tendo seu nome proveniente da denominação que Pablo Neruda usava para referir-se à Manuela Sáenz.